# Цепелиш
Цепелиш је насељено место у саставу града Петриње, у Банији, Република Хрватска.

## Историја
Цепелиш се од распада Југославије до августа 1995. године налазио у Републици Српској Крајини.

## Становништво
На попису становништва 2011. године, Цепелиш је имао 59 становника.

## Попис 1991.
На попису становништва 1991. године, насељено место Цепелиш је имало 213 становника, следећег националног састава:
| Попис 1991.‍  | Попис 1991.‍  | Попис 1991.‍ | Попис 1991.‍ | Попис 1991.‍ |
| ------------ | ------------ | ----------- | ----------- | ----------- |
|              |              |             |             |             |
| Срби         | Срби         |             | 106         | 49,76%      |
| Хрвати       | Хрвати       |             | 97          | 45,53%      |
| Југословени  | Југословени  |             | 9           | 4,22%       |
| неопредељени | неопредељени |             | 1           | 0,46%       |
| укупно: 213  |              |             |             |             |